# Cantone di Port-Saint-Louis-du-Rhône
Il Cantone di Port-Saint-Louis-du-Rhône era una divisione amministrativa dell'arrondissement di Arles.
A seguito della riforma approvata con decreto del 18 febbraio 2014, che ha avuto attuazione dopo le elezioni dipartimentali del 2015, è stato soppresso.

## Composizione
Comprendeva il solo comune di Port-Saint-Louis-du-Rhône.